# 佐久間彩加
佐久間 彩加（さくま あやか、2004年10月22日 - ）は、テレビ番組「THEカラオケ★バトル」（テレビ東京系列）に出演していた日本の女性歌手。

## 略歴
テレビ番組「THEカラオケ★バトル」（テレビ東京系列）に2016年6月22日から出演中で、「チャンピオンズカップ2017」優勝、2018年2月21日「U-18歌うま甲子園　四天王争奪戦」に優勝して「U-18四天王」入りを果し、2018年9月12日 「U-18歌うま甲子園 秋の頂上決戦」で3度目の優勝、2019年には「トップ8」のタイトルホルダーとなる、また4度目の優勝は、LIVEDAM Ai（精密採点Ai）を採点に使用した2019年10月13日以来プロアマ含む最高得点（当時）で2020年11月1日 「Ｕ-18歌うま甲子園・2020頂上決戦」で優勝、2020年12月13日　2020冬のグランプリ でも5度目の優勝を果たし、初のグランプリ制覇するなど活躍している。
2016年11月19日に、エイベックス・マネジメント主催の『キラチャレ2016』歌部門グランプリ を12歳で獲得して、2019年3月末まで、エイベックス・マネジメント活動支援契約生。現在は無所属で活動している。
2022年12月25日、THEカラオケ☆バトル 年間チャンピオン2022決定戦 にて2022年年間チャンピオンを獲得し、2度目のビックタイトルを手にする。

## 主な出演

### テレビ
- 『THEカラオケ★バトル』（テレビ東京系列）

| #  | 放送日          | 番組タイトル                                     | 予選歌唱曲                                            | 予選得点 | 決勝歌唱曲                                                       | 決勝得点      | 戦績               |
| -- | --------------- | ------------------------------------------------ | ----------------------------------------------------- | -------- | ---------------------------------------------------------------- | ------------- | ------------------ |
| 1  | 2016年 6月22日  | U-18歌うま大甲子園 夏の3時間SP                   | 倖田來未 「愛のうた」                                 | 99.155   | DREAMS COME TRUE 「やさしいキスをして」（中島美嘉 ver.）         | 98.958        | 3位                |
| 2  | 2016年 9月7日   | U-18歌うま甲子園「史上初！四天王入れ替え！？」   | 松田聖子 「あなたに逢いたくて ～Missing you～」       | 99.282   |                                                                  |               | 予選敗退           |
| 3  | 2016年 11月23日 | U-18歌うま大甲子園 2016王座決定戦 4時間SP        | 中島美嘉 「桜色舞うころ」                             | 99.747   | MISIA 「Everything」                                             | 98.890        | 4位                |
| 4  | 2017年 1月1日   | U-18・アマ・大学生統一王座決定戦2017             | 荒井由実 「ひこうき雲」                               | 99.903   | 中島美嘉 「雪の華」                                              | 99.526        | 4位                |
| 5  | 2017年 2月8日   | チャンピオンズカップ2017                         | Kiroro 「冬のうた」                                   | 99.873   | 山口百恵 「いい日旅立ち」                                        | 99.306        | 優勝               |
| 6  | 2017年 2月22日  | 衝撃の新四天王誕生!U-18歌うま甲子園              | スターダスト・レビュー 「木蘭の涙」                   | 100.000  | 夏川りみ 「涙そうそう」                                          | 99.642        | 3位                |
| 7  | 2017年 3月15日  | 2017春のグランプリ頂上決戦４時間スペシャル       | 奥華子 「変わらないもの」                             | 99.747   | 松たか子 「桜の雨、いつか」                                      | 99.099        | トップ7入り        |
| 8  | 2017年 6月21日  | 史上初の大事件勃発!U-18歌うま甲子園              | Every Little Thing 「fragile」                        | 100.000  | HY 「NAO」                                                       | 99.449        | 準優勝             |
| 9  | 2017年 10月18日 | 2017年間チャンピオン決定戦                       | 竹内まりや 「元気を出して」                           | 99.361   |                                                                  |               | トップ7陥落        |
| 10 | 2018年 1月4日   | U-18歌うま大甲子園 最強王座決定戦                | 椎名林檎 「ギブス」                                   | 99.186   |                                                                  |               | 予選敗退           |
| 11 | 2018年 2月21日  | 今夜…新四天王誕生！U-18歌うま甲子園              | 中島美嘉 「WILL」                                     | 99.458   | DREAMS COME TRUE 「未来予想図Ⅱ」                                 | 99.368        | 優勝U-18四天王獲得 |
| 12 | 2018年 3月28日  | 半年に一度の頂上決戦「2018春のグランプリ」       | 鬼束ちひろ 「流星群」                                 | 99.514   |                                                                  |               | 予選敗退           |
| 13 | 2018年 6月20日  | U-18歌うま甲子園 2018夏の頂上決戦                | 松任谷由実 「真夏の夜の夢」                           | 99.568   |                                                                  |               | 予選敗退           |
| 14 | 2018年 9月12日  | U-18歌うま甲子園 秋の頂上決戦                    | YEN TOWN BAND 「Swallowtail Butterfly～あいのうた～」 | 99.847   | 杏里 「悲しみがとまらない」                                      | 99.536        | 優勝               |
| 15 | 2018年 10月17日 | 2018年間チャンピオン決定戦4時間SP                | 中森明菜 「BLONDE」                                   | 99.192   |                                                                  |               | 予選敗退           |
| 16 | 2018年 11月21日 | U18歌うま甲子園 2018頂上決戦                     | 中島みゆき 「空と君のあいだに」                       | 99.704   | 中森明菜 「十戒（1984）」                                        | 99.050        | 3位                |
| 17 | 2019年 4月14日  | U-18歌うま甲子園 平成最後の頂上決戦              | 絢香 「三日月」                                       | 100.000  | 高橋洋子 「魂のルフラン」                                        | 99.447        | 3位                |
| 18 | 2019年 9月1日   | 大波乱…2019夏のグランプリ                        | 竹内まりや 「駅」                                     | 99.749   |                                                                  |               | トップ8入り        |
| 19 | 2019年 9月8日   | プロアマ統一2019夏のグランプリ                   |                                                       |          | チューリップ 「青春の影」                                        | 99.793        | 3位                |
| 20 | 2019年 12月15日 | U-18歌うま甲子園 2019年間チャンピオン決定戦      | 植村花菜 「トイレの神様」                             | 98.404   | JUJU 「やさしさで溢れるように」                                  | 98.768        | 4位                |
| 21 | 2020年 11月1日  | Ｕ-18歌うま甲子園・2020頂上決戦                  | DREAMS COME TRUE 「ア・イ・シ・テ・ルのサイン」       | 99.307   | いきものがかり 「風が吹いている」                                | 99.875        | 優勝               |
| 22 | 2020年 12月12日 | ２０２０冬のグランプリ                           | JUJU 「奇跡を望むなら...」                            | 99.664   | Crystal Kay 「君がいたから」 EXTRA CHALLENGE Kiroro 「冬のうた」 | 99.870 99.924 | 優勝               |
| 23 | 2021年 1月24日  | 100点チャレンジ AI vs K★B選抜                    | May J. 「本当の恋」                                   | 99.807   | -                                                                | -             | 準優勝             |
| 24 | 2021年 2月21日  | 超絶ハーモニー連発・最強デュエット王決定戦！     | 鈴木杏奈×佐久間彩加 AAA『LIFE』                       | 98.632   | 鈴木杏奈×佐久間彩加 back number『ハッピーエンド』                | 98.350        | 準優勝             |
| 25 | 2021年 3月28日  | U-18歌うま大甲子園 四天王揃い踏み 最強王者決定戦 | 竹内まりや 「カムフラージュ」                         | 99.494   | 福耳 「星のかけらを探しに行こう Again」                          | 99.919        | 準優勝             |
| 26 | 2021年 5月9日   | U-18歌うま甲子園 2021年春の陣                    | 中島美嘉 「STARS」                                    | 99.444   |                                                                  |               | 予選敗退           |
| 27 | 2021年 7月11日  | 2021 夏のグランプリ                              | 鬼束ちひろ 「月光」                                   | 99.208   | 久保田利伸 with ナオミ・キャンベル 「LA・LA・LA LOVE SONG」      | 98.468        | 4位                |

### 『THEカラオケ★バトル』出場記録・得点記録
2021年7月11日分まで
| 歌唱者     | 出場記録  | 出場記録 | 出場記録  | 出場記録  | 出場記録 | 得点記録  | 得点記録 | 得点記録  | 得点記録  | 得点記録 | 得点記録  | 得点記録  | 得点記録  | 得点記録  |
| 歌唱者     | 出場 回数 | 優勝     | 決勝 進出 | 予選 敗退 | TOP 7/8  | 歌唱 回数 | 100 点   | 99点 後半 | 99点 前半 | 98点 台  | 98点 未満 | 最高 得点 | 最低 得点 | 平均 得点 |
| ---------- | --------- | -------- | --------- | --------- | -------- | --------- | -------- | --------- | --------- | -------- | --------- | --------- | --------- | --------- |
| 佐久間彩加 | 26        | 5        | 18        | 7         | 2        | 45        | 3        | 19        | 16        | 7        | 0         | 100.000   | 98.404    | 99.435    |

補足：「2019夏のグランプリ」は放送二回分を、出場回数一回とカウント

### コンサート
- THEカラオケ★バトルコンサート
  - 2017年6月24日 東京ドームシティーホール[53]
  - 2018年4月14日 中野サンプラザ[54]
  - 2019年6月9日 中野サンプラザ[55]
  - 2019年10月27日 大阪オリックス劇場[56]

## 参加作品

### CD
- 『テレビ東京系「THEカラオケ★バトル」BEST ALBUM II』（2017年8月2日発売。PCCA-04545）[57]
  - M-1『恋のラ・ララ』（オリジナル）- 鈴木杏奈、佐久間彩加
  - M-5『ひこうき雲』（荒井由実のカバー）
  - M-9『Over and Over ～夢は終わらない』（合唱ver） K★Bオールスターズ - 城南海、RiRiKA、翠千賀、宮本美季、堀優衣、佐々木麻衣、佐久間彩加、鈴木杏奈、竹野留里
- 『テレビ東京系「THEカラオケ★バトル」5th Anniversary BEST』（2019年3月20日発売。PCCA.04763）[58]
  - Tr.1『希望のSwitch』Ｋ★Ｂオールスターズ - 城南海（Tr.9のみ）･翠千賀･宮本美季･RiRiKA･海蔵亮太･中村萌子･堀優衣･佐々木麻衣･鈴木杏奈･佐久間彩加　（テレビ東京系「ＴＨＥカラオケ★バトル」新エンディング・テーマ）
  - Tr.7『涙そうそう』佐久間彩加
  - Tr.9『Thank you for the song』Ｋ★Ｂオールスターズ　（あしながチャリティーソング）[59]

### DVD
- 『THEカラオケ★バトル 2016 U-18歌うま甲子園』 - 「U-18歌うま甲子園」（2016/9/7放送）[10] を収録[60] の映像を収録（2017年7月5日発売）

### 映画
- Revive by TOKYO24[61]　- 安藤役(ギュリ)の妹・加奈役